# Церква святого архангела Михаїла (Михайлівка)
Церква святого архангела Михаїла— дерев'яна церква в селі Михайлівка Кам'янського району Черкаської області побудована в 1845 році.

## Історія
Михайлівська церква була збудована у 1820-х роках. Однак 1841 року вона практично повністю була знищена великою пожежею. Два роки по тому місцевий поміщик Георгій фон Стааль (Шталь) і парафіяни села Михайлівка звернулися до Священого Синоду з проханням про відновлення храму св. Михаїла в селі. Вони пожертвували свої кошти на побудову храму, і 1845 року церква була відновлена. Богослужіння в ній тривали до 1920 року, після чого, за рішенням місцевої Ради робітничих і селянських депутатів, церкву було закрито. За радянських часів вона використовувалася для господарських потреб і поступово руйнувалася. 
У кінці 1980-х рр., за дорученням Митрополита Філарета колишній провідник УПА, політичний в'язень найстрашнішого табору смертників Леонід Олександрович Гардасевич ( Гордасевич), приділений священиком церкви. Народився у 1912 році на Рівненщині, село Батьків. Його батько Олександр Павлович Гардасевич — священик, родом з Острога, який у 1941 р. заарештований московсько-радянськими окупантами і загинув на Соловках. Його матір — Ірина Григорівна Рябчинська, донька священика Григорія Рябчинського та сестра діяча УНР Василя Рябчинського, родом з села Троща, Житомирського повіту Волинської губернії. Після Другої Світової війни  НКВС поставило священикові Леоніду Гардасевичу вимогу, щоб він на Сповіді випитував у людей про «бандерівців», і видавав цю інформацію окупантам. Л. Гардасевич дуже високо цінив свій сан і сказав: «Ні, я цього робити не буду. Коли я приймав священицький сан, я складав присягу, що Тайну Сповіді я можу відкрити тільки Богові, і то на Страшному суді.» Йому пригрозили: «Ну, тоді ми вас посадимо — ви про своїх дітей подумайте». — «Ваша воля — садіть, а про моїх дітей Бог подбає.» — Відповів на це Л. Гардасевич.
На початку червня 1946 року за статтею 54-І-а( "зрада батьківщині") священика Леоніда Гардасевича засудили на 10 років ув"язнення.  

В середині 1990-х років було розпочато реставрацію церкви, і з 1997 року там знову правиться. 
На території церкви збереглася могила Наталії Федосіївни фон Шталь.